# 단 1세

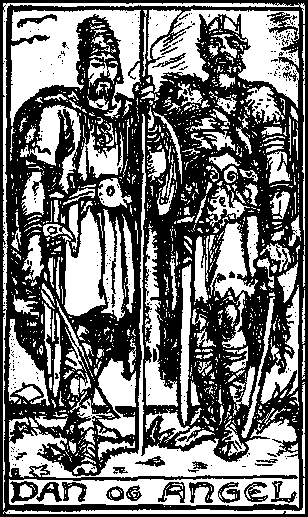

단 1세(라틴어: Dan I)는 삭소 그라마티쿠스의 《데인인의 사적》에서 덴마크 왕가의 시조라고 비정하는 인물이다. 단의 동생 앙굴은 앙글레스의 아비이며 앵글로색슨인의 시조가 된다.
단은 튜턴인 여자 그뤼타(Grytha)와 결혼하여 그 사이에 훔블루스와 로테루스 두 아들을 낳았다.
| 전임 (신설) | 제1대 데인인의 왕 | 후임 훔블루스 |